# Kieselbronn
Kieselbronn település Németországban, azon belül Baden-Württembergben. Lakosainak száma 3092 fő (2023. december 31.).

## Népesség
A település népessége az elmúlt években az alábbi módon változott:
| Lakosok száma | 1893 | 3000 | 3010 | 3034 | 3077 | 3092 |
|               | 1975 | 2017 | 2019 | 2021 | 2022 | 2023 |